# セブン＝フォートレス V3
セブン＝フォートレス V3（セブン＝フォートレス ヴァージョンスリー）は菊池たけしが製作したヒロイックファンタジーテーブルトークRPG（TRPG）。2002年にエンターブレイン社より書籍版にて発売された。セブン＝フォートレスシリーズの第三弾である。

## 概要
シリーズ第三弾である今作『セブン＝フォートレス V3』は、それまでの菊池たけしの製作したゲームとのクロスオーバーを前提として作られている。セブン＝フォートレスシリーズでは今までも菊池たけしの他のゲーム世界とのつながりをほのめかしていたが、この『V3』によって正式に他のゲーム世界とつながるようになった。
『V3』は他の菊池たけし作品のゲーム世界に存在する様々な悪の勢力がセブン＝フォートレスの世界「ラース＝フェリア」に攻めてくるというスーパーロボット大戦シリーズのような世界観を持つ作品になっており、プレイヤーキャラクターはこの異世界の軍からラース＝フェリアを護るものたちとなる。また、異世界の善の勢力に属するものたちも同時にプレイヤーキャラクターとすることができる。
システム面では、同年に発売された現代ファンタジーTRPGである『ナイトウィザード』をベースに作られている。そのため、ナイトウィザードとの互換性は高い。『セブン＝フォートレス Advanced』以降の菊池たけし作品の共通する特徴であるダンジョンアドベンチャーという要素は今作でも健在である。「異世界から攻めてくる軍隊が通ってくる次元回廊を破壊する」というコンセプトで、異世界間戦争という壮大なテーマとダンジョン探索というゲームスタイルを共存させている。

## システム
セブン＝フォートレスシリーズに共通する基本的なゲームシステムについては、セブン＝フォートレス#システムの節を参照。ここでは『セブン＝フォートレス V3』から追加された部分について解説する。魔法や戦闘の面については『セブン＝フォートレス Advanced』からのスクエアマップとカウント制バトルのルールを継承している。

### キャラクターメイキング
『Advanced』から最も大きく変わった部分がキャラクターメイキングのルールである。
プレイヤーキャラクターは属性二つとキャラクタークラスを二つ決定することで、その組み合わせでPCの能力値が決定される。クラスを二つ組み合わせるマルチクラス形式はセブン＝フォートレスシリーズでは初めてのものとなる。なお、クラスを選ぶ場合は、必ず一つは「メインクラス」というものを選ばなくてはならない。また、属性やクラスは出身世界ごとに選べるものが決まっている。「七つの属性」がセブン＝フォートレスシリーズの伝統だったが、異世界の属性が加わった今作は属性の数は全19種類までに増えた。
さらに、各クラスには10個以上の「特殊能力」がリスト化されており、キャラクターが特定レベルに上昇するたびにリストの中から好きな特殊能力を得ることができる。
クラスチェンジのルールも健在だが、種族クラスや異世界クラスはクラスを変更することができない。

### ライフパス
それまでのセブン＝フォートレスシリーズに特徴的であった「特徴&特殊能力決定チャート」はシンプルなライフパスに変更され、あまり強い存在感のものではなくなった。これはクラスごとの特殊能力が大量に用意されたため、キャラクターの個性化がそちらで行われているためである。

### 戦闘ルールと魔法ルール
魔法や戦闘のルールは『セブン＝フォートレス Advanced』とほとんど変わっていない。『Advanced』で追加行動における行動カウント消費が-10だったが、『V3』では-20に変更されたため、『Advanced』ほど攻撃側有利なゲームではなくなった。
魔法については、メイジ系の魔法とプリースト系の魔法が別系統の魔法となり、今までのような「攻撃型神官」「回復系魔術師」を作ることはマルチクラスをしない限りは不可能となった。また、戦闘に使う一部の魔法は発動の行為判定が不要となった。

### フォートレスコンストラクション
今作では『セブン＝フォートレス Advanced』や『ナイトウィザード』と同じく5×5のスクエア（四角いマス）が描かれた「タイル」と言われる紙を組み合わせてダンジョンを構築するというルールになっているが、基本ルールブックでは『Advanced』のように「作成ポイント」を消費してトラップやクリーチャーを配置していくというルールはなくGMが自由にトラップやクリーチャーを配置する事を前提としている。
サプリメント『セブン＝フォートレスパワード』には「作成ポイント」のルールが掲載されている。

## 世界設定
舞台となる幻想世界ラース＝フェリアは世界の危機が無数に転がっており、同じくらい世界を救う勇者たちがゴロゴロいる非常にパワフルなファンタジー世界である。世界観の概略は、セブン＝フォートレス#世界設定および主八界を参照。
ここでは『セブン＝フォートレス V3』の舞台となる時代について解説を行う。

### ラース戦役
『セブン＝フォートレス V3』は七紋章紀007年を基本的な舞台にする。これは前作『Adanced』から2年後の世界であり、世界観は前作からさらに大きく変貌している。
この時代は異世界からの軍隊がラース＝フェリアに攻めてきて世界全土が戦乱にあえいでいる「ラース戦役」が巻き起こった時代である。

### 異世界の軍隊たち

#### 第三世界エル＝ネイシア
第三世界エル＝ネイシアは菊池たけし製作の読者参加ゲーム『超女王様伝説 セント★プリンセス』の舞台となった世界である。
第三世界エル＝ネイシアは、女王神といわれる守護者とエターナル★プリンセスといわれる下級の守護天使が直接人類を導いている神の国である。住人は良くも悪くもこれら亜紳たちの支配に依存しており、多くはその支配に満足している。ゆえにこの世界の住人たちは自らを「（神々の）下僕」であると称している。
ラース戦役で戦争を指導するトップはエル＝ネイシアの女王神を補佐する宰相のセルヴィである。セルヴィは度重なる世界の危機を引き起こした第一世界ラース＝フェリアを「この世界をほうっておくといつかは全次元の崩壊につながる大事件が起こる」と看破し、この世界が不安定なのは世界の主導権が無知な人類に握られているからだという理由で、ラース＝フェリアをエル＝ネイシアと同じく亜神たちにより導かれる世界に作り変えるべく、ラース＝フェリアの人類国家全ての征服を開始した。下僕たちのほとんどは亜神たちには絶対服従なためこの暴挙に疑問も持たずに戦線に参加している。女王神セフィスはまだ幼いためセルヴィの言葉を鵜呑みにしている状態だ。
より正確な詳細は、主八界#第三世界エル＝ネイシアの節を参照。

#### 第五世界エルフレア
第五世界エルフレアは菊池たけし製作の読者参加ゲーム『エイスエンジェル』の舞台となった世界である。
第五世界エルフレアは、神々の支配を拒み自立を望んだ人間たちの世界である。その結果、この世界を支配する神はそれを許さず天上界の軍隊と人間の軍隊との間で大戦争が起こったが、最終的に神はこの世界の人間のある程度の自立性を認めることで戦争は集結した。
その戦争のときにエルフレアの人間軍は天上界の守護天使を模倣した「人造天使」と言われる存在を使って天上界の軍隊と戦った。現在でも人造天使は量産されている。
この天上界との戦争の後期、ラース＝フェリアの守護天使たちが天上界の軍に協力してエルフレアの人類たちに粛清を与えたという過去がある。ラース戦役で第五世界エルフレアがラース＝フェリアを攻めているのはこのときの報復というのが大義である。
より正確な詳細は、主八界#第五世界エルフレアの節を参照。

#### 第八世界ファー・ジ・アース
第八世界ファー・ジ・アースは菊池たけし製作のテーブルトークRPG『ナイトウィザード』の舞台となった世界である。
第八世界ファー・ジ・アースは、我々の住む現代地球に対応する世界である。ファー・ジ・アースという名前は異世界の人間がこの世界を呼ぶ言葉であり、現地の人間はこの世界を「地球」と呼ぶ。この世界では魔法や怪物といった「ファンタジーな存在」は巧妙に隠蔽されており、代わりに科学が発展している世界となっている。
ファー・ジ・アースは「裏界」といわれる別の異世界と隣り合わせになっており、現在、ファー・ジ・アースは裏界からやってくる謎の精神寄生体「エミュレイター」の静かなる侵略にあっている。このエミュレイターはプラーナの採取を目的とする生命体であり、地球の人間たちにとりつき肉体を乗っ取り、普段は人間たちの社会に混じりながらもより多くの人間のプラーナを吸収すべく陰謀を働いているのである。そしてこのエミュレイターたちはプラーナが豊富なラース＝フェリアにも魔手を伸ばしたのである。
より正確な詳細は、主八界#第八世界ファー・ジ・アースおよび主八界#裏界の節を参照。

#### 冥界
『セブン＝フォートレス Advanced』で開いた冥界との通路である8つのクリーチャーホールは健在である。
この時代、クリーチャーホールから冥魔が湧き出しているのは変わらないが、『セブン＝フォートレス EX』の時代に連続して現れた魔王級冥魔たちが「星降る夜の王エンディヴィエ」の撃退以降はほとんど現れなくなっているため、冥魔の勢力はラース戦役ではほとんど無視されている。しかし冥界の奥にはまだ見ぬ無数の魔王たちが地上へ出る隙をうかがっているのである。もしも魔王たちが再び地上に現れるようになれば、世界の危機が再び巻き起こるだろう。冥魔たちは異世界の軍勢にとっても脅威となりうる共通の敵なのである。
より正確な詳細は、主八界#冥界の節を参照。

### ラース戦役時代の探索者たち
戦乱の時代である今作でもプレイヤーキャラクターは前作までと同じく「探索者」といわれる冒険者が基本的な立場となる。今作での探索者は「次元回廊」といわれる亜空間通路の破壊が主な仕事になる。
異世界の軍勢はラース＝フェリアと故郷世界をつなぐ「次元回廊」と呼ばれる空間を通って攻め入ってくる。ラース＝フェリア側の戦略の一つに世界中に無数に開いたこの次元回廊の破壊がある。この次元回廊は内部に「コア」といわれるなんらかの魔力を集中させるアイテムがありそれによって異世界との通路を作り出している、そのため、次元回廊の内部に潜入しコアを破壊さえすればそれだけで次元回廊は崩壊するのだ。
しかし、もちろん敵も次元回廊のコアを護るための手段はうっている。敵は次元回廊を複雑な構造にし、トラップやクリーチャーを配置してコアに近づくものを排除できるようにしているのである。
そこでこの次元回廊という「ダンジョン」の中をかいくぐりコアを破壊するための特攻隊として抜擢されたのが、古代遺跡探索の専門家である探索者たちだったのである。彼らはラース＝フェリアの人々の平和への期待を背負い、命をかけて異世界のクリーチャーがうごめく次元回廊へと潜入していくことになる。
もちろん、次元回廊の破壊以外の「なんでも屋」としての探索者の役割も健在である。

### 異世界人の協力者たち
異世界人たちは全てが敵なわけではない。異世界人たちの中には、この戦争を裏で操る悪の存在に気づき、戦争を終わらせるためにあえてラース＝フェリア側についた者たちもいる。また、第八世界ファー・ジ・アースにはエミュレイターと敵対する「夜闇の魔法使い」と呼ばれる人間たちがおり、彼らも積極的にラース＝フェリアに協力してくれている。
サプリメントを導入することでこれら異世界人もプレイヤーキャラクターにすることができる。なお、サプリメントの導入により、『ナイトウィザード』との完全な互換性を持つことができるようになる。

## キャラクタークラス一覧

### メインクラス
キャラクターは以下のメインクラスを必ず一つは習得しなくてはならない。なお、第一クラスと第二クラスの両方をメインクラスで埋めても良い。

#### 全世界共通メインクラス
- ウォーリア - 戦士。武器の扱いに長けた戦士。平均的な能力を持つ。
- メイジ - 魔法使。攻撃系魔法に長ける。
- プリースト - 神官。防御系魔法に長ける。
- エクスプローラー - 探索士。ダンジョン内の罠に発見と解除を得意とする。それなりの攻撃魔法と高い回避能力も持つ。

#### 第一世界ラース＝フェリア専用メインクラス
- エクセレントウォーリア - 勇者。あらゆるクラスの特性を少しずつ併せ持つ万能クラス。

#### 第三世界エル＝ネイシア専用メインクラス
- プリンセス - 神姫。下級の守護天使で下僕と守護獣を使いこなす。

#### 第五世界エルフレア専用メインクラス
- エンジェル - 人造天使。量産型の人造天使であり、飛行能力を持つ天翔ける黒翼の戦士。

#### 第八世界ファー・ジ・アース専用メインクラス
- ナイトウィザード - 夜闇の魔法使い。『ナイトウィザード』のクラスごとに対応している「強化特技」を個別に習得できる特殊なクラス。

### サブクラス

#### 全世界共通サブクラス
- ヘヴィアームズ - 重戦士。防御能力が高い。
- ライトアーマー - 軽戦士。回避能力が高い。
- アーチャー - 射手。弓の扱いにより長けた戦士クラス。
- グラップラー - 格闘士。素手攻撃に長けた格闘家。
- サモナー - 召喚師。クリーチャーと契約し使役することができる。
- フォーチューンテラー - 占術師。予言の力を持つ。
- ソーサラー - 紋章使い。七紋章紀に復活した新たな魔法体系「紋章魔法」の使い手。
- バード - 吟遊詩人。力ある歌と曲を使いこなす。
- レンジャー - 野伏。屋外探索のエキスパート。
- レリックユーザー - 遺産使い。古代文明の兵器を使用できる。
- フェイ - 精霊族。ラース戦役には精霊界の住人も人間たちに協力して戦ってくれる者もいる。種族クラス。
- ぷち - 未成熟ながらその才能の断片を見せる恐るべき子供たち。

#### 第一世界ラース＝フェリア専用サブクラス
- なし

#### 第三世界エル＝ネイシア専用サブクラス
- ルーン - 紋章の戦士。エリート下僕戦士。紋章武器といわれる武器を手に、剣と魔法の双方を使いこなす。
- シャドウ - 技の剣士。力でなく技術で戦う戦士。月女王アンゼロットの意志を継ぐ下僕。
- サラマンダー - 火トカゲ。聖火姫が作り出した〈火〉属性のプリンセス★モンスター。種族クラス。
- トータス - 水陸両用カメ。聖水姫が作り出した〈水〉属性のプリンセス★モンスター。種族クラス。
- トレント - 聖木姫が作り出した〈木〉属性のプリンセス★モンスター。種族クラス。
- メタルゴーレム - 金属の埴輪。聖金姫が作り出した〈金〉属性のプリンセス★モンスター。種族クラス。
- マッドマン - 聖土姫が作り出した〈土〉属性のプリンセス★モンスター。種族クラス。

#### 第五世界エルフレア専用サブクラス
- A-K ライダー - 天使兵の乗り手。対天使人形決戦兵器<Angel Knight>のパイロット。テラ共和国に多い。
- エルフ - 森の精霊族。自然とともにくらす、精霊界の影響を強く受けている種族。種族クラス。
- コマンダー - 指揮官。統率された軍隊を指揮する戦闘の司令塔。
- クレリック - 執行者。テラ共和国の異端粛清部隊の一員。

#### 第八世界ファー・ジ・アース専用サブクラス
- ナイトウィザード#『ナイトウィザード』シリーズ共通のクラスの節にある全てのクラス。これらのクラスはキャラクターメイキング時には第八世界出身者しか習得できないが、クラスチェンジ時ならば他世界のキャラクターでも習得できる。

### エキスパートクラス
クラスチェンジでのみ習得できる上級クラス。メインクラスとしても扱うため、メインクラスからの転職も可能。

#### 全世界共通エキスパートクラス
- ナイト - 騎士。圧倒的な物理攻撃能力を持つ。
- ソードマスター - 剣匠。白兵武器の扱いにより長けたウォーリアー系上級クラス。
- チャンピオン - 代闘士。素手戦闘の扱いにより長けたグラップラー系上級クラス。
- ビショップ - 司教。自分が仕える守護者のためにその教えを広める使徒。メイジとプリーストの双方の魔法を使える。
- ストライダー - 隠密。相手に気づかれること無くすばやく高速で移動し、暗殺を行う影の戦士。
- マジックナイト - 魔法騎士。メイジとウォーリアーの双方の性能を兼ね備えた勇者系上級クラス。

#### 第三世界エル＝ネイシア専用エキスパートクラス
- セント★プリンセス - 聖姫。星王神エルンシャの欠片によって覚醒することができる真の力を持つプリンセス。プリンセスからしかクラスチェンジできない。

#### 第五世界エルフレア専用エキスパートクラス
- ガーディアンエンジェル - 守護天使。本物のエンジェルシードによって覚醒することができる真の力を持つ人造天使。エンジェルからしかクラスチェンジできない。

#### 第八世界ファー・ジ・アース専用エキスパートクラス
- なし

## 作品一覧
括弧内は 出版年 / 出版社 / 形態 / 内容 の順番。

### 基本ルールブック
- セブン＝フォートレス V3
  - （2002年 / エンターブレイン / 書籍版 / 基本ルールブック）　ISBN 978-4757712362

### サプリメント
- セブン＝フォートレス パワード
  - （2002年 / ゲーム・フィールド / 書籍版 / 異世界サプリメント1）　ISBN 978-4907792466
- セブン＝フォートレス エンジェルプリンセス
  - （2004年 / ゲーム・フィールド / 書籍版 / 異世界サプリメント2）　ISBN  978-4907792824
- ラース＝フェリアの嵐
  - （2007年 / エンターブレイン / 書籍版 / キャンペーンシナリオ集）　ISBN 978-4757736634

### 文庫リプレイ
- フレイスの炎砦
  - （2004年 / エンターブレイン / ファミ通文庫）　ISBN 978-4757719729 / ISBN 978-4757719736
- 黒き星の皇子
  - （2004年 / エンターブレイン / ファミ通文庫）　ISBN 978-4757718753
- ラ・アルメイアの幻砦
  - （2007年 / エンターブレイン / ファミ通文庫）　ISBN 978-4757735613 / ISBN 978-4757735620